# تبریک (فیلم ۲۰۰۲)
تبریک (به هندی: Badhaai Ho Badhaai) فیلمی محصول سال ۲۰۰۲ و به کارگردانی ساتیش کایشیک است. در این فیلم بازیگرانی همچون آنیل کاپور، شیلپا شتی، کریتی ردی، آمریش پوری، فریده جلال، قادرخان، روهینی هاتانگادی، مشتاق خان، سورش منون و کیرتی ردی ایفای نقش کرده‌اند.